# Laubiericrinus pentagonalis
Laubiericrinus pentagonalis is een zeelelie uit de familie Hyocrinidae.
De wetenschappelijke naam van de soort werd in 2004 gepubliceerd door Michel Roux.